# Кузнецова, Татьяна Евгеньевна
Татья́на Евге́ньевна Кузнецо́ва (род. 16 сентября 1945, Артём, РСФСР, СССР) — советская и российская актриса театра и кино.

## Биография
Татьяна Евгеньевна Кузнецова родилась 16 сентября 1945 года в г. Артёме Приморского края.

В 1968 году окончила Ярославский государственный театральный институт.

## Карьера
Начиная с первого курса играла в театре, а затем, переехав в Москву, начала сниматься в кино. В свои картины её приглашали такие режиссёры как Элем Климов, Леонид Гайдай и Александр Митта. Кузнецова наиболее известна ролью Анжелы Олеговны Струк из первых 12 сезонов телесериала «Солдаты», в котором она снималась в 2004—2007 годах. За роль Анжелы Олеговны была номинирована на премию кинофестиваля Monte-Carlo Television Festival. Также она играет в театрах, сотрудничает с МХТ имени Чехова.

## Фильмография
- 1961 — Друг мой, Колька! — Клава Огородникова
- 1962 — Бей, барабан! — эпизод
- 1975 — Агония — рыжая дама из свиты Распутина
- 1975 — Мой дом — театр — эпизод
- 1975 — Раба любви — эпизод
- 1975 — Не может быть! — Дарья, кухарка
- 1977 — Инкогнито из Петербурга — гостья городничего
- 1977 — Мимино — посетительница ресторана, наблюдающая за танцем Валико и Рубика
- 1977 — Мой друг дядя Ваня — эпизод
- 1977 — Странная женщина — Селезнёва
- 1978 — Сибириада — родственница Соломиных
- 1979 — Экипаж — подруга Алевтины
- 1981 — Будьте моим мужем — медсестра (нет в титрах)
- 1982 — Мы жили по соседству — доярка
- 1983 — Мэри Поппинс, до свидания! — служанка миссис Ларк (в титрах не указана)
- 1984 — Неизвестный солдат — Мария, запевала
- 1989 — Князь Удача Андреевич — жена Жильникова
- 1989 — Не сошлись характерами — клиентка
- 1994 — Зона Любэ — «Плясунья»
- 1998 — Сибирский цирюльник — классная дама
- 2000 — Старые клячи — судебный заседатель
- 2002 — Ледниковый период — судья, председательствующая по делу ОПГ Василия Алексахина по прозвищу «Рокки» (1-я серия)
- 2004—2007 — Солдаты — Анжела Олеговна Струк
- 2007 ― Прапорщик Шматко, или Ё-моё ― Анжела Олеговна
- 2006 — Тупой жирный заяц — помощник режиссёра
- 2009 — Щенок — Ираида Степановна, учительница
- 2010 — Тёмный мир — старуха-хранительница
- 2012 — Бедные родственники — Кира Петровна
- 2012 -   Личное дело майора Баранова - Маргарита Эдуардовна, заведующая детсадом
- 2014 — Московская борзая — Полина Ермолаевна
- 2018 — Кровавая барыня — Знахарка
- 2020 — Немцы — Хельга Вольфовна Эбергард
- 2022 — Без правил — мать Галямина